# بور سن پیر
شهر بور سن پیر  در بخش آنترومون  در ایالت وله در کشور سوئیس  واقع شده‌است که ۲۰۰ نفر جمعیت دارد.